# Franci Čelhar
Franci Čelhar, slovenski pianist, skladatelj in glasbeni aranžer, * 16. julij 1953, Koper.

## Življenjepis
Njegovi začetki segajo v davno leto 1970, ko je s kolegi srednješolci v Piranu nastala skupina Perpetuum mobile. Kot študent je igral tudi v Ljubljani pri tedaj znani skupini Srce, (posnetka Spomin s Slovenske popevke 1973 in Gvendolina, kdo je bil, BOOM Festival 1973).
Nato je s prijateljema spomladi 1974 ustanovil skupino Prizma, ki je delovala do jeseni 1987, ko se je sporazumno razšla. Prizma je nedvomno sodila v vrh tedanje pop glasbe, veliko nastopala, dobila tudi vrsto nagrad na festivalih. Veliko skladb se vrti še danes, nekatere so tudi delo Francija (Stare slike, V petek zvečer, Tujca …).
Vmes je sodeloval tudi s skupino Rudolfovo iz Novega mesta (s kitaristom Andrejem sta bila sošolca na EF) pri skladbi Grem domov v Novo mesto in Gorjanska bajka kot gost na Hammond orglah.
Ko je Prizma prenehala nastopati leta 1987 je bil prepričan, da to pomeni dokončen glasbeni pokoj.  Naključje je hotelo, da je malo kasneje začel z nastopi v živo s pevcem in kitaristom Tomom Jurakom, od leta 2001 dalje pa s Primorcem Miranom Fakinom. S slednjim sta leta 2002 izdala avtorski CD z naslovom Album.
Od leta 1999 je v naslednjih 3 do 4 letih je aktivno sodeloval s Kalamari – posneli so sedem njegovih skladb, na nekaterih je tudi igral. Sodelovanje se je nato z leti iz vrste razlogov malce ohladilo, čeprav popolnoma usahnilo ni nikoli.
Ko je Dragan Bulič februarja 2010 organiziral koncert znanih skupin iz 60. in 70. let 20. stoletja, je povabil tudi Prizmo. S kvartetom Prizma sta kot zunanja člana tam igrala tudi kitarist Zdenko Cotič Coto in Matjaž Švagelj na bas kitari.
Sledil je izbor za EMO 2010, kjer so zmagali Kalamari v navezi s skupino Roka Žlindre. Dan po zmagi je Matjaž klical Francija, če se kot klaviaturist pridruži Kalamarom, s katerimi je sodeloval nadaljnjih nekaj let. Trenutno nastopa spet s skupino Prizma, ki deluje kot akustični trio v zasedbi Franci Čelhar - klavir,back vokal, Ladi Mljač-solo vokal, akustična kitara in Matjaž Švagelj- akustična kitara, back vokal

## Diskografija

### Albumi
- Pogum - s skupino Prizma (1979)
- Prizma - s skupino Prizma (1981)
- Junak zadnje strane - s skupino Prizma (1983)
- Največje uspešnice - s skupino Prizma (1998)
- Popoldne - s skupino Kalamari (2001)
- Pop art - s skupino Pop Art (2002)
- Še je čas - samostojno (2004)

### Singli
- "Gvendolina, kdo je bil" - s skupino Srce (1973)
- "Gremo domov v Novo mesto" - s skupino Rudolfovo (1975)
- "Če si moja" - s skupino Prizma (1977)
- "Glas noči" - s skupino Prizma (1978)
- "Moje čudne žene" - s skupino Prizma (1980)